# Revisions リヴィジョンズ
『revisions リヴィジョンズ』は、白組制作による日本のテレビアニメ。2019年1月から3月まで、フジテレビの深夜アニメ枠『+Ultra』の第2弾作品として、同枠ほかにて放送。

## 製作
渋谷の中心部が300年以上先の未来にタイムトラベルする「渋谷漂流」に巻き込まれた主人公たちが、未来人と戦いつつ現代に戻る手段を探す姿を描くオリジナルアニメ作品。SFの要素に加えて、パニック映画の雰囲気や登場人物の群像劇を取り扱った「青春"災害"群像劇（ジュブナイルパニックアンサンブル）」と称される。
企画は、放送の約2年半前に谷口悟朗とスロウカーブの尾畑聡明が海外ドラマの連続性や中毒性を有した強度のある作品として、タイムパラドクスに巻き込まれた少年少女の物語を考案したことがきっかけとなっている。制作では、モーションキャプチャを取り入れることで、実写とアニメーションの中間を意識した作品作りが志向されている。
本作では全編を3DCGで制作されており、デジタル作画の利用は回想シーンなどに留められ、主要人物だけでなくモブを含めたほぼ全てのキャラクターを3DCG化している。

### プロモーション
2018年3月9日に開催された「フジテレビ アニメラインナップ発表会 2018」にて、『+Ultra』枠の新設と共にタイトルおよび主要スタッフが発表された。同年7月7日、「AnimeExpo2018」にて本作第1話のスクリーニングとトークイベントを実施した。また、作品の舞台となる渋谷区とのコラボレーション企画として、「リヴィジョンズ防災プロジェクト」の展開が決定している。

## 登場人物

### 主要人物
堂嶋 大介（どうじま だいすけ）
声 - 内山昂輝、日岡なつみ（幼少期）/ モーションアクター - カサハラケント
本作の主人公。私立聖昭学園の2年生。17歳。7年前の小学生時に誘拐されるが、ミロに助けられ、その際に彼女の残した「いつか訪れる危機において、あなたがみんなを守る」という言葉を信じて懸命に努力してきた。それゆえ正義感は強いが、ミロの言葉を盲目的に信じた結果、重度のメサイアコンプレックスに陥っており、他人の言葉に耳を貸さず、自分が少しでも蔑ろにされると周囲に当り散らすようになってしまっている。そのため、反省や謝罪といった行為も忌避し、反感や恨みを買いやすいことから、幼馴染たちや叔父、黒岩から幾度も注意や叱責をされている。
オペレーション・ネフィリム時は多少なりとも態度を緩和させるが、慶作を失ったことに衝撃を受ける。その後の黒岩の死やミロの跳躍が近いことを知り、混乱と絶望から投げやりになるも、ルウの叱咤とミロの言葉を聞いて立ち直る。これまでの態度も少なからず反省し、リヴィジョンズ本拠地への再侵攻では1人での突入を行うが、慶作と融合したニコラスと対峙。彼を追って時空の穴へ飛び込む。なお、アーヴは渋谷転移前では大介を単なるバックアップ要員と見ていた。
追った先では誘拐事件の現場に出たことで驚くが、子供時代の大介たちを引き連れてミロの所へ赴き、慶作の殺害を防ぐ。そして、そこに現れたニコラスと決着を付けるため、「俺の使命で運命だから」と用意されたパペットに乗り込んで時間の外の空間へ行き、死闘の末にゲシュペンストを撃破する。今まで慶作の意識が自身を守っていたことを知り、彼の消滅を見届けた後、空間に手を差し伸べたガイ、ルウ、愛鈴の3人によって元の時代へ帰還を果たした。全てが終わった後は、慶作がきっとどこかで生きていると考え、いつかミロや慶作と再会することを信じていた。
ミロ
声 - 小松未可子
本作のヒロイン。未来の組織「アーヴ」に属する「バランサー」と呼ばれるエージェント。19歳。渋谷転移事件後、シビリアンの襲撃を受ける大介たち2017年の渋谷の人々に接触し、現状を説明して最終的に渋谷を過去へと戻すための協力関係を結ぶ。ミロ自身は彼らへの支援を惜しまないつもりだが、アーヴ上層部の思惑と揉める渋谷の人々の間に挟まれ、思うようにいかない現状に歯がゆさも感じている。
大介たちS.D.S.の5人は2010年に彼女と瓜二つの女性に出会いメッセージを受け取っているが、全員に向けて話したはずの言葉でありながら各自で異なる内容を認識しており、加えて2388年で出会った当初のミロは大介たちとの面識がない。後者については、時間跳躍でこの先過去に行くためではないかと推測する。跳躍命令時はムキューによる渋谷襲撃が重なったため、時間ギリギリまで囮役を買って出る。だが、跳ぶ前に上層部から伝えられたのは慶作の抹殺任務であった。
跳躍前にはリヴィジョン計画についてや、慶作が時空の特異点になることは予測不可能だったため、アーヴは渋谷の人間が失敗したと判断し、元の時代に戻さずこの時代に取り込むであろうとの伝言を残している。過去においては慶作を誘拐するも逡巡しており、その場に現れた大介に驚き、任務を放棄する。最後はニコラスとの戦いに赴く大介に姉がしてくれていたおまじないを行い、「2017年でまた会おう」と述べて送り出した。

### S.D.S.
堂嶋 大介（どうじま だいすけ）
「#堂嶋 大介」を参照。
張・剴・シュタイナー（ジャーン・ガイ・シュタイナー）
声 - 島﨑信長、大地葉（幼少期）
大介の幼馴染の1人。私立聖昭学園の2年生。17歳。ルウの双子の兄。常日頃から痛い言動を繰り返す大介に強い憤りを感じており、度々彼を諌めている。過去のミロからは「全てを疑え」という言葉を送られており、それがきっかけなのか、慎重な行動が目立つ。大介との衝突が多かったものの、黒岩の死後はルウの叱咤もあり、互いの関係も改善した。パペット機能停止後はS.D.S.の存在価値がなくなったと一時的に自暴自棄となる。最終的には大介を時間の外側の空間から救うため、ルウと愛鈴の3人で力を合わせ、彼を自分たちの元へと引き寄せた。
張・露・シュタイナー（ジャーン・ルウ・シュタイナー）
声 - 高橋李依
大介の幼馴染の1人。私立聖昭学園の2年生。17歳。ガイの双子の妹。兄と同じく、大介の言動には辟易しており、度が過ぎるお節介焼きと見て呆れているが、兄ほど苛烈な態度は取らない。戦闘では兄との息の合った連携によって敵を相手取る。過去のミロからの言葉は他の4人と違ってほとんど覚えていない。第10話では自暴自棄になった大介とガイを殴って活を入れた。実は誘拐事件の際にミロではなく大介から「大介を信じろ、忘れないで」と言われており、その言葉がニコラスに騙されるガイと愛鈴を正気に戻す切っ掛けを作った。
手真輪 愛鈴（てまり まりん）
声 - 石見舞菜香
大介の幼馴染の1人。私立聖昭学園の2年生。17歳。あだ名は「マリマリ」。大人しい性格で、唯一大介を理解している。幼い頃から現在に至るまで彼に好意を抱き続けている。戦闘は苦手で、シビリアンの正体を知ってからはストリング・パペットへの搭乗をより忌避するようになる。過去のミロからは「最後は自分で決めなさい」という言葉を送られている。仲間同士の関係をなによりも大事に思っているため、仲違いが起きる度に心を痛めていた。最終的にはガイやルウと共に時間の外側の空間から大介を助け出した。
浅野 慶作（あさの けいさく）
声 - 斉藤壮馬、諏訪彩花（幼少期）
大介の幼馴染の1人。私立聖昭学園の2年生。17歳。衝突することが多い大介やガイたちを宥める仲介役。元々愛鈴に好意を抱いていたが、彼女は慶作の想いに気づいていない。第1次帰還計画実行時に母親をリヴィジョンズ側へ連れ去られてしまう。過去のミロからは「全てを受け入れなさい」という言葉を送られている。オペレーション・ネフィリム決行時において、母がニコラスによって目の前で殺されたことに激昂し、彼を追った先でチハルを倒すものの、虚無の結晶を残してその場で消失する。アーヴは渋谷転移前では慶作を最重要人物と見ていた。その後は時空の狭間に飛ばされてゲシュペンストと化すが、ニコラスに体を融合されてしまう。それでも辛うじて残っていた意識で大介を守っており、最後は大介を消そうとしたニコラスを止め、共に消滅していった。

### 渋谷の人々
堂嶋 幹夫（どうじま みきお）
声 - 櫻井孝宏
大介の叔父の外科医。大介を自分の家へと住まわせている。大介に対しては態度を諫める時もあるが、叔父として彼を心配している。第1次帰還計画実行時にリヴィジョンズ側へ連れ去られる。後に隙を見て一人で逃げ出し、無事に保護される。その後は黒岩たちに協力し、帰還後に対策を取るためRVウイルスのサンプルを確保したほか、ストリング・パペット再起動のために尽力する。
矢沢 悠美子（やざわ ゆみこ）
声 - 遠藤綾
私立聖昭学園の養護教諭。転移後のリヴィジョンズ襲撃の際、恐怖から大介たちを見捨てて逃げてしまった。結果、それが原因で一部の生徒から叱責される羽目になる。その後は自治会長の横山の下で働いて自治会の健康管理を担い、S.D.S.を取り込もうとしおらしい態度で大介に近づいたこともあった。ムキューによる渋谷襲撃時は身を挺して愛鈴を庇い、その後もS.D.S.を手助けする。
黒岩 亮平（くろいわ りょうへい）
声 - てらそままさき
渋谷警察署の署長。私立聖昭学園の戦闘映像を見て大介やミロたちと接触、彼らや区長と協力体制を築く。渋谷を守るためにS.D.S.を結成し、リヴィジョンズに対抗できるストリング・パペットの戦力を見込む。ただし、増長する大介の暴走を警戒しており、ガイをS.D.S.のリーダーに任命して彼に手綱を握らせている。アーヴの助力は期待できないと判断し、ミロには相談せずに独断で大介たち5人にリヴィジョンズ本拠地への潜入任務を言い渡す。
オペレーション・ネフィリム後は、独断で行った作戦が失敗したことから突き上げを喰らい、牟田のシンパたちによるクーデターを招いてしまう。人質になったルウと香苗を救出すべく、S.D.S.と協力して牟田の下へ向かうが、最後は香苗を庇って牟田の銃弾を受け、その命を落とした。死の間際にはS.D.S.や香苗たちに遺言を残し、全員で元の時代に帰るよう告げた。
牟田 誠一郎（むた せいいちろう）
声 - 飛田展男
渋谷区の区長。現状を知り、ミロや黒岩と協力して渋谷臨時政府樹立を宣言、自らは総理を名乗る。本人曰く「リベラル」だが、自己保身と権力欲に塗れた俗物。チハルと会談した際に手渡された帰還者名簿に自分の名前があったことから、名簿に記載のない人々を裏切ると知りながら取引に応じ、政府としてのリヴィジョンズへの協力を一方的に宣言。ミロを拘束し、第1次帰還計画を実行してストリング・パペットをも引き渡そうとするが、黒岩に外患援助罪で逮捕される。
後に自身のシンパたちによるクーデターで牢屋から解放され、ルウと香苗を人質に取り、新たにリヴィジョンズとの交渉を進める。S.D.Sへは傲慢な態度で慶作の死を馬鹿にし、交渉にきたニコラスを遜って出迎えるが、黒岩たちの反逆とニコラスが大介の提案を蹴ったことで交渉は破綻。最後は自暴自棄に陥り、落ちていた銃を拾って香苗を撃とうとするも黒岩と相撃ちになり、自分の死を理解できないまま死亡した。
泉海 香苗（いずみ かなえ）
声 - 寺崎裕香
渋谷警察署の婦警。S.D.S.結成後、連絡係に任命される。いざという時には自ら囮になるなど、警察官としての誇りは高い。ミロからの進言で、S.D.S.の一員として戦闘中の指揮も執る。オペレーション・ネフィリム時にも同行し、救出された人質たちを渋谷へ連れ帰った。黒岩を尊敬していたため、彼の死後は混乱する職員を叱咤し、牟田の協力者についても嫌悪しつつも黒岩の「皆で帰る」という思いのため、割り切るよう努力していた。
横山 信夫（よこやま のぶお）
声 - 宝亀克寿
渋谷転移後に発足した渋谷中心街自治会の代表。飲食店のオーナーでもある。当初は渋谷臨時政府やS.D.S.に非協力的で高圧的な態度を取っていたが、後に元の時代への帰還を目指して互いに協力するようになる。
前田（まえだ）
声 - 千葉一伸
渋谷区の副区長。渋谷臨時政府の一員だが、牟田と比べると存在感は薄い。牟田や黒岩の死亡後はS.D.S.や自治会と協力し、元の時代への帰還を目指す。無事に帰還した後は、渋谷区長選に立候補した。

### リヴィジョンズ
チハル・イスルギ
声 - 日笠陽子
リヴィジョンズのメンバー。ムキューの双子の妹。コミュニケーションボディは獣耳の生えた露出の多い女性姿。牟田と接触し、過去に帰還が可能だと伝え、第1次帰還計画実行の際に多数の市民を攫う。後に新しい肉体を生成し、ムキューが見守る中で意識を転移した直後、ニコラスに誘導されてその場に現れた慶作の手で殺害される。
ムキュー・イスルギ
声 - 田村ゆかり
リヴィジョンズのメンバー。チハルの双子の姉。一人称は「ボク」。コミュニケーションボディはゴスロリ服の少女姿。量子脳を使い、渋谷を2388年の時代へと固定している。姉妹同士の仲は良く、チハルと共にニコラスを下に見ており、S.D.S.のことも何も出来ないと高をくくっていたが、驕りと油断でチハルを失うこととなった。その後はリヴィジョンズのルーツ（祖先）に当たる帰還者リストの者たち以外の人間を無差別に捕獲することを渋谷へ通告。大量のシビリアンにより侵攻を行わせる。ニコラスの企みについては最後まで見抜けず、彼に量子脳を破壊された上に自身も始末される。
ニコラス・サトウ
声 - 大塚芳忠
リヴィジョンズのメンバー。コミュニケーションボディは犬のようなぬいぐるみ姿。度々大介の前に姿を現し、彼を揺さぶる。イスルギ姉妹から見下されていることを察しており、オペレーション・ネフィリム時に慶作の母を殺害して彼を激昂させ、チハルの下へと導いて自ら手を下さずに彼女を葬った。ムキューへは自身がチハルの意思を引き継ぎ、2010年へ飛ぶことを告げる。大介から協力関係を結ぼうという提案に関しては、自らの存在が消える恐れがあることから却下した。
慶作消失後は彼が残した虚無の結晶を手に入れ、新しい肉体を構築。慶作とストリング・パペットを取り込み、本拠地に乗り込んできた大介の前に慶作の姿で現れる。虚無の結晶自体と融合した結果、超高次元存在へと進化を果たし、もはや不要になったリヴィジョンズの量子脳を破壊、ムキューも始末した上で過去へと跳躍する。過去に何度も大介を消そうとしていたが、いずれも失敗しており、今度こそ大介の存在を消すために彼を時間の外へ連れて行き、激闘を繰り広げる。その末に慶作の意識が大介を守っていたと気づいて彼を消そうとするも、慶作もニコラスの力を振るうことが可能という同一体の欠点が露呈し、最後は慶作に道連れにされて消滅した。

## 登場兵器

### アーヴの兵器
ストリング・パペット
本作に登場する人型機動兵器。アーヴが開発した対リヴィジョンズ用の装備で、黒岩たちからの呼び名は「特殊強化戦闘装置」。計3機が存在する。インターフェイスはミロの姉がモデルとなっている。大介たち5人の若者しか操縦できない。搭乗者は「パペット・マスター」と呼ばれ、本領発揮には「ニューロスーツ」の着用が必須。白い機体は大介のみが使用し、黄色と赤の2機は他の4人が交代で乗り込んでいる。機体の大部分（AIや動力源以外）はシビリアン（リヴィジョンズ）の死体から作られており、損傷した場合は倒したシビリアンの部位を素材とし、それをナノレベルで分解・再構築して修復を行う。
ストリング・パペット（白）
近接戦闘用機で、武装は刀の「ERK（イーク、Explosive Recoil Katana）」や通常弾、誘導弾、散弾、バースト弾の4種類の撃ち分けが可能な専用ハンドガン。
ストリング・パペット（黄色）
中距離戦闘用機で、武装は2挺のアサルトライフル。オペレーション・ネフィリム時に破壊される。
ストリング・パペット（赤）
遠距離戦闘用機で、武装は大型スナイパーライフルと両肩部のミサイルポッド。

### リヴィジョンズの兵器
シビリアン
リヴィジョンズが使用する機械兵器。仮面のような不気味な顔と巨体が特徴で、後部に人間捕獲用のバイオケージを備える。動きは俊敏であり、鋭い爪によるパワーは脅威となる。元はRVウイルスに感染した「人間」の成れの果てであり、肥大化した四肢に機械の補強を行い、現在の姿となる。ウイルス汚染患者としては末期症状に当たり、知能は無いに等しい。

### その他の兵器
ゲシュペンスト
第6話で大介の前に出現した謎の個体。リヴィジョンズ側もその存在を把握しておらず、突然変異の高エネルギー体と分析されている。幽霊のように残像を残しながら移動し、大介に対し言葉で語りかけ、彼を動揺させた。第10話で再登場した際の言動で、大介はゲシュペンストが「慶作」ではないかと推測した。後にニコラスが慶作と融合したことでゲシュペンストの姿を取り、大介のパペットと激闘を繰り広げた。武装はクローによる斬撃と掌から放つハンドビーム。

## 用語

### 世界観
2388年
2017年の渋谷が転送された、371年後の時代。渋谷の周囲には廃墟や荒野が広がっている。現在はアーヴとリヴィジョンズが戦いを繰り広げており、リヴィジョンズ側は渋谷をこの地に固定すべく策を巡らしている。RVウイルス（後述）はこの年代では死滅済。
RVウイルス
2017年以降に世界的に流行したとされる致死率が高い感染症。一度発症すると四肢の末端が肥大化していき、体の異形化が進んで死に至る。人類社会が壊滅するほどの影響を与え、国家・産業・インフラが崩壊した。パンデミック当時に抗体を持つ人間と持たない人間が現れたことが、後のアーヴとリヴィジョンズが誕生した原因となった。

### 組織・勢力
S.D.S.（渋谷ディフェンスサービス）
未来に転移後に結成された、大介たち5人が所属する渋谷防衛部隊。渋谷警察の下に置かれることとなる。第1次帰還計画実行時にリヴィジョンズの脅威が広く認識されてからは、渋谷の人々から応援されるようになるが、S.D.S.への反対派も存在する。
渋谷臨時政府
転移後の混乱を収めるために、区長の牟田誠一郎が立ち上げた臨時政府。総理大臣を自称する牟田（後に逮捕・失脚）や区役所の職員たち、黒岩ら警察官が所属し、S.D.S.も協力している。牟田と黒岩の死後は自治会とも手を結ぶ。
渋谷中心街自治会
転移後に自治会長である横山信夫を代表として組織された団体。黒岩たち対策本部の上層部やS.D.S.には非協力的で、電力やストリング・パペットを独占する彼らへの批判を強めている。後に帰還のため、臨時政府やS.D.S.に協力する。
アーヴ（AHRV）
未来人の対リヴィジョンズ組織。名称は「Anti Historical ReVisonism」の略称。人的戦力は約10万人で、少ない人数ながら世界各地で活動している。「バランサー」のエージェントであるミロの所属先であり、カオス軌道への干渉を可能とする量子脳を持つ彼女らエージェントは、歴史の調整を担う。ミロ曰く、リヴィジョンズの手で既に1億を超えるアーヴの人間が犠牲になったとのこと。
リヴィジョンズ
未来人の組織。シビリアンを手駒として使う。所属メンバーはチハル、ムキュー、ニコラス。人類の破滅を食い止めるため、独自に「リヴィジョン計画」の遂行を企てる。RVウイルスに感染し、機械と融合（機械化）する道を選んだ者たちで構成され、肉体を持たない。生存のためにRVウイルスの抗体を持つアーヴの人間を襲い、正常な細胞を搾取している。他者との交渉時などには、コミュニケーションボディを使用する。

### 地名・施設
渋谷
本作の舞台。東京都渋谷区の都市。突如2017年から2388年の未来へと転移する。転移後は渋谷臨時政府が立ち上げられる。稼働に制限はあるが、ストリング・パペットの電源ユニット（キューブ）を使えば転移後の街全ての電力をまかなえることが判明した。パペットの機能停止後は人力などで電力を集め、キューブへ充電を行う。
私立聖昭学園
大介たちが通う私立高校。未来への転移時に校舎の半分が消滅・崩壊する。
渋谷区役所仮庁舎
対策本部が置かれた。
渋谷警察署
区役所と協力している。

### 技術・兵器
ストリング・パペット
アーヴが開発した兵器。詳細は「ストリング・パペット」を参照。
ニューロスーツ
ストリング・パペット搭乗時に着用する専用パイロットスーツ。機体との同調率を上昇させる。
コミュニケーションボディ
リヴィジョンズが用意した交渉用の体。生体機能はなく、容姿は2017年前後の風俗を参考にしている。

### その他の用語
オペレーション・ネフィリム
リヴィジョンズに攫われた人質の救出と、彼らの持つ量子脳の破壊を目的としたリヴィジョンズ本拠地への潜入任務。ミロとS.D.S.の5人に香苗の計7名により行われた。最終的にはチハルを倒し、人質の一部を助け出すことに成功するも、量子脳を破壊することはできなかった上、慶作とストリング・パペット1機を失う結果となった。
リヴィジョン計画
リヴィジョンズが2388年時に実行しようとしていた計画。渋谷転送実験を試験台に、過去の世界の地域を未来へと移し、パンデミックの時代を跳躍して人類の衰退を阻止するというもの。アーヴはそれを人類救済の名を借りた材料（人間）の確保計画と推測したが、転送された人々がリヴィジョンズの姿を嫌悪してアーヴの味方に付くだろうという判断から、計画を利用するために阻止はされなかった。

## スタッフ
- 原作 - S・F・S[1]
- 監督 - 谷口悟朗[1]
- CG監督・演出 - 平川孝充[1]
- シリーズ構成 - 深見真、橋本太知[1]
- キャラクターデザイン原案 - 近岡直[1]
- メカニックデザイン - 新井陽平[1]
- CGキャラクターデザイン - 白井順[1]
- BGコンセプトアーティスト - 白田真人[1]
- MattePaintディレクター - 大西穣[1]
- 美術設定 - 坂本竜[1]
- 色彩設計 - 長尾朱美[1]
- 撮影監督 - 高橋和彦[1]
- 編集 - 齋藤朱里[1]
- 音響監督 - 明田川仁[1]
- 音楽 - 菊地梓[1]
- 音楽制作 - フジパシフィックミュージック
- 企画 - スロウカーブ[1]
- プロデューサー - 森彬俊、尾畑聡明、井出和哉
- アニメーションプロデューサー - 井出和哉
- アニメーション制作 - 白組[1]
- 制作 - リヴィジョンズ製作委員会（フジテレビジョン、白組、ネクソン、エイベックス・ピクチャーズ、博報堂DYメディアパートナーズ、スロウカーブ、BSフジ）[1]

## 主題歌
「ワガママで誤魔化さないで」
THE ORAL CIGARETTESによるオープニングテーマ。作詞・作曲は山中拓也、編曲はTHE ORAL CIGARETTES。
「カーテンコール」
WEAVERによるエンディングテーマ。作詞は河邉徹、作曲は杉本雄治、編曲はWEAVER.MEG。
「closer again」
Miyuuによる第12話挿入歌。作詞はMiyuu、作曲は水口晴香、編曲は大野裕一。

## 各話リスト
| 話数 | サブタイトル               | 脚本                       | 絵コンテ | 作画監督                                   |
| --- | -------------------------- | -------------------------- | -------- | ------------------------------------------ |
| Case 01 | 渋谷転送                   | 深見真 S.D.S.              | 須永司   | 白井順                                     |
| ある日、轟音と共に渋谷の外が廃墟に変わる。大介の高校に異形のロボットがあらわれ生徒たちを襲う。そこへかつて誘拐事件から大介を助けた未来人ミロがあらわれる。大介が加勢を申し出ると、ミロはストリング・パペットに大介を搭乗させる。 |                            |                            |          |                                            |
| Case 02 | 勇者願望                   | 深見真 アサウラ S.D.S.     | 新井陽平 | 白井順                                     |
| 大介はミロの指示で敵を撃破し得意になる。全てのインフラが途絶えた渋谷は混乱していた。ミロは警察と役所に、渋谷が2388年に転送されたこと、自分が未来から来たアーヴのエージェントで敵対するリヴィジョンズとの戦いであると説明するが、会議は紛糾。牟田区長は渋谷臨時政府の設立を宣言。ミロはあと2体あるストリング・パペットの乗員に大介に加え、ガイ・ルウ・愛鈴・慶作を指名する。 |                            |                            |          |                                            |
| Case 03 | 守護者たち                 | アサウラ S.D.S.            | 須永司   | 白井順                                     |
| S.D.S.が結成され、ストリング・パペット回収のため渋谷の外に出る。婦警の泉海が廃ビルを捜索中、ガイたちは過去のミロの発言の記憶に食い違いがあることに気付く。大介はミロの指示を無視して持ち場を離れ、シビリアンと交戦を始める。回収現場をシビリアンが襲うが発見されたパペットに搭乗した張兄妹が撃破する。渋谷がシビリアンに襲撃されたあと、女性の姿のリヴィジョンズが牟田に面会を求め、元の時代に返す区民の名簿を渡す。 |                            |                            |          |                                            |
| Case 04 | 第1次帰還計画              | アサウラ 茗荷屋甚六 S.D.S. | 新井陽平 | 白井順                                     |
| 牟田はリヴィジョンズのチハルと手を結び、パペットと交換に一次帰還者の名簿を発表する。ミロは拘束される。黒岩署長とS.D.S.はパペット奪還と帰還者救出を決行、牟田を外患援助罪で逮捕する。しかし慶作の母親や大介の叔父の幹夫たち百人ほどが連れ去られてしまう。ミロは2010年の大介たちを助けるミッションを受ける。 |                            |                            |          |                                            |
| Case 05 | 未来の姿                   | 深見真 S.D.S.              | 須永司   | 白井順                                     |
| パペットの電源キューブで渋谷の停電が解消。S.D.S.の人気に得意になる大介に、ガイは釘をさす。大介と慶作が見回りに出ている間、黒岩はガイをS.D.S.リーダーに任命。愛鈴とルウは大介の誕生日パーティを計画、ケーキを用意してもらう。ミロの前にチハルがあらわれる。二人の口論を立ち聞きした愛鈴はシビリアンの正体を知りショックを受ける。パーティ会場ではガイがリーダーと聞いて逆上した大介が暴れていた。愛鈴は泣き崩れ、ミロはあきれて怒りだす。 |                            |                            |          |                                            |
| Case 06 | だって、人だから…          | 深見真 S.D.S.              | 新井陽平 | 白井順 石井哲哉                            |
| 愛鈴はシビリアンが人間だったと暴露。ミロはリヴィジョンズの秘密を明かす。慶作が脱走した幹夫を保護。大介と慶作は許可なくパペットで出撃、幹夫から聞いた話から人質を捜索する。愛鈴はパペット搭乗を拒否。大介の前に謎の生命体ゲシュペンストがあらわれ、パペットの言語変換で大介を罵る。ガイが駆け付けゲシュペンストは姿を消すが、勝手な行動でパペットを大破させ、市民を多数負傷させた大介は慶作と共に留置場に入れられる。 |                            |                            |          |                                            |
| Case 07 | 真夜中の狂詩曲             | 茗荷屋甚六 S.D.S.          | 須永司   | 白井順 石井哲哉                            |
| 大介は留置所入りという処分に不満をつのらせ反省文も書こうとしない。住民たちも先の見えない状態にいらだつ。会議で改めてミロは状況を説明するが、アーヴはデータを集めるため渋谷転送を阻止しなかったのではないかと疑われる。大介の前にニコラスが現れ、渋谷がこの時代に固定されると嘲笑う。黒岩はアーヴに頼らずS.D.S.のメンバーでリヴィジョンズの人工量子脳を破壊し、人質を奪還する作戦を立案。多数決で大介の参加も決まる。ミロは作戦を渋谷の総意と受け止め協力する。 |                            |                            |          |                                            |
| Case 08 | オペレーション・ネフィリム | アサウラ S.D.S.            | 新井陽平 | 本田剛士                                   |
| S.D.S.はリヴィジョンズ拠点に特攻する「オペレーション・ネフィリム」を決行。ミロ・ガイ・ルウは人工量子脳を目指し、残りのメンバーは人質を捜索するが、慶作の母親は彼の目の前でチハルの肉体の材料にされてしまう。ミロたちはニコラスの重力攻撃で動けなくなるが、怒り狂った慶作はチハルの新しい体を破壊する。S.D.S.は人質60名の救出に成功したものの量子脳の破壊には失敗、慶作は姿を消す。 |                            |                            |          |                                            |
| Case 09 | 消失の運命                 | 茗荷屋甚六 S.D.S.          | 須永司   | -                                          |
| アーヴは作戦保留を決定。ミロは慶作が時空の狭間で存在が拡散したと推測。大介たちはショックを受ける。黒岩に反発する一派はルウと泉海を人質に取り牟田を解放する。牟田はパペットの引き渡しを求め、ニコラスと再交渉する。自信をなくし落ち込んでいた大介だったが、死んだ慶作のため奮起。黒岩たちと人質がいる校舎に乗り込み、牟田一派を制圧。大介はニコラスに、RVウイルスのサンプルを2017年で研究し、未来のパンデミックを防ぐと交渉するが、ニコラスは拒否し交渉は決裂。逆上した牟田は黒岩に拳銃を向けるが射殺される。黒岩も銃弾を受け死亡する。 |                            |                            |          |                                            |
| Case 10 | みんなの街                 | 深見真 S.D.S.              | 新井陽平 | 白井順 石井哲哉 梅澤純一                   |
| ムキューは渋谷民の無差別捕獲を宣言しシビリアンを集結させる。パペットの燃料は残り少なく、ミロも時間跳躍のミッションが迫っていた。ルウは落ち込む大介とガイを殴って激励。住民を地下街に避難させ、シビリアンをひきつけて迎撃する作戦が立てられる。ミロが囮となり、S.D.S.による応戦が始まる。再びゲシュペンストが現れるが、大介は慶作ではないかと気づく。パペットの燃料を使い切り、S.D.S.は戦いに勝利する。 |                            |                            |          |                                            |
| Case 11 | 最後の希望                 | アサウラ 茗荷屋甚六 S.D.S. | 須永司   | 石井哲哉 肥田竜二                          |
| 時間跳躍したミロは、音声メッセージで、時空の特異点となった慶作の抹殺を命じられたこと、アーヴは渋谷をこの時代に取り込む方針に転換したことを残していた。それから2週間、S.D.S.はパペットなしでシビリアンと先の見えない戦いを続け、住民たちは疲弊していた。だが幹夫たちの調査で動力源のキューブは充電できることが判明。住民たちは手動バッテリーでキューブに動力を貯め、再びパペットが出撃できることになった。ニコラスは慶作が残した「虚無の結晶」で肉体を生成。量子脳破壊作戦のため、大介がパペットで乗り込んでくるが、ニコラスは慶作そっくりの肉体で現れる。ニコラスはムキューを殺し、量子脳を破壊。直後渋谷は轟音をたてて転送をはじめる。ニコラスはアーヴの未来予測ではパペットの最初の搭乗員は慶作であったことを暴露。大介は逃げるニコラスを追って時空のゲートへ飛び込む。 |                            |                            |          |                                            |
| Case 12 | revert                     | 深見真 S.D.S.              | 新井陽平 | 白井順 石井哲哉 高井雅史 本田剛士 蔦佳穂里 |
| ついに渋谷は2017年に帰還したが、大介は2010年の誘拐事件の現場にいた。大介は小学生の自分たちを連れ出し、慶作を殺そうとするミロを発見。そこへ多次元存在となったニコラスが現れ幼い大介を殺すと脅す。2017年では慶作になったニコラスがガイ・ルウ・愛鈴を「大介は10年前死んだ」と言いくるめる。大介はニコラスを取り押さえ銃殺。その途端2017年のルウたちは大介のことを思い出し、時空ゲートが出現する。蘇ったニコラスは大介用のパペットを用意して時空の外で大介と決着をつけることになる。死闘の末、大介は勝利。時空を漂い慶作と邂逅。慶作の意識に呼びかけられたガイたちは時空ゲートから大介を引き上げる。帰還した大介たちはいつかミロと慶作に会えると信じ、日常に戻る。その後、世界各国で都市が消失する事件が発生、それを見つめるミロがいた。                                      |                            |                            |          |                                            |

## 放送局
| 放送期間                | 放送時間                     | 放送局         | 対象地域   | 備考                                        |
| ----------------------- | ---------------------------- | -------------- | ---------- | ------------------------------------------- |
| 2019年1月10日 - 3月28日 | 木曜 0:55 - 1:25（水曜深夜） | フジテレビ     | 関東広域圏 | 製作参加 / 『+Ultra』枠                     |
|                         | 木曜 1:55 - 2:25（水曜深夜)  | テレビ西日本   | 福岡県     |                                             |
| 2019年1月13日 - 3月31日 | 日曜 1:55 - 2:25（土曜深夜） | 東海テレビ     | 中京広域圏 |                                             |
| 2019年1月14日 - 4月1日  | 月曜 1:15 - 1:45（日曜深夜） | 北海道文化放送 | 北海道     |                                             |
| 2019年1月16日 - 4月3日  | 水曜 1:55 - 2:25（火曜深夜） | 関西テレビ     | 近畿広域圏 |                                             |
| 2019年1月17日 - 4月4日  | 木曜 0:00 - 0:30（水曜深夜） | BSフジ         | 日本全域   | 製作参加 / BS/BS4K放送 / 『アニメギルド』枠 |

インターネットでは、Netflixにて2019年1月10日より全話が日本先行独占配信。

## 関連メディア

### 漫画
『月刊少年シリウス』にて2019年1月号から8月号まで連載。脚本は茗荷屋甚六、作画はクロが担当する。
- 漫画・漫画原作：クロ、構成：茗荷屋甚六、原作：S・F・S、協力・その他：白組 『revisions リヴィジョンズ』 講談社〈シリウスKC〉、全2巻
  1. 2019年2月8日発売[14]、ISBN 978-4-06-514346-9
  2. 2019年8月8日発売[15]、ISBN 978-4-06-516582-9

### 小説
ハヤカワ文庫JA（早川書房）から刊行。著者は木村航。
- 1巻 2018年12月5日発売[16]、ISBN 978-4-15-031352-4
- 2巻 2019年2月6日発売[17]、ISBN 978-4-15-031360-9
- 3巻 2019年3月6日発売[18]、ISBN 978-4-15-031363-0

### Web動画
ミロがバーチャルYouTuberとして活動する動画が、2018年12月4日よりYouTubeのチャンネル『revisions ミロ公式チャンネル』にアップロードされている。

### アンソロジー
- revisions 時間SFアンソロジー 大森望編 (ハヤカワ文庫JA) 文庫  – 2018/12/5